# RMS Mauretania (1906)
RMS Mauretania (cũng được biết đến với tên "Maury") là một con tàu biển chở khách được đóng bởi Swan, Hunter & Wigham Richardson tại Wallsend, Tyne và Wear cho hãng tàu Anh Cunard, và được hạ thủy ngày 20 tháng 12 năm 1906. Vào thời điểm đó, nó là con tàu lớn nhất và chạy nhanh nhất trên thế giới. Mauretania được rất nhiều hành khách ưa thích. Khi nhận được Ruy băng xanh cho chuyến vượt Đại Tây dương nhanh nhất vào đầu năm 1907, Mauretania giữ kỷ lục về tốc độ trong hai mươi hai năm.
Con tàu được đặt tên theo Mauretania, tên một lãnh thổ La Mã ở về phía tây bắc bờ biển Phi châu, và không liên quan gì đến Mauritanie. Việc đặt tên tương tự cũng được thực hiện với tàu Lusitania. Con tàu này được đặt tên theo một lãnh thổ ở vùng phía Bắc Mauretania.

## Khái quát

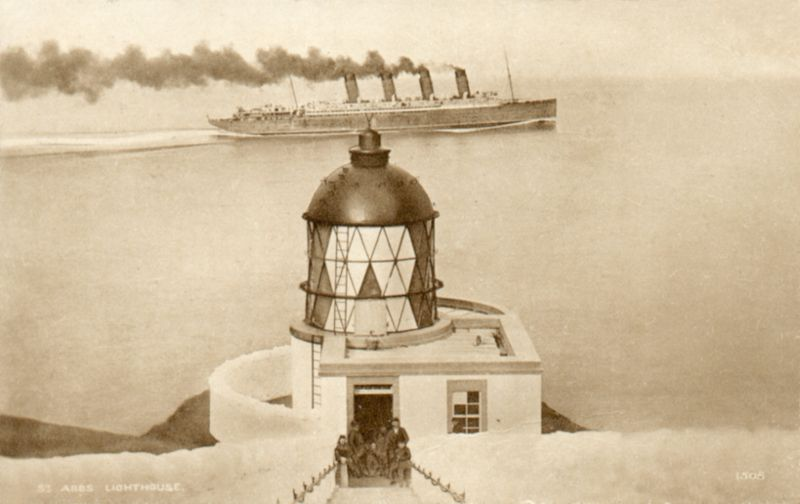
Tàu Mauretania trong một cuộc thử nghiệm tốc độ ở St Abbs, Scotland

Vào năm 1897, SS Kaiser Wilhelm der Grosse của Đức trở thành con tàu lớn nhất và nhanh nhất thế giới. Với tốc độ 41 km/h, con tàu này đã giành được Ruy băng xanh từ hai con tàu của hãng Cunard là Campania và Lucania. Cũng trong thời gian đó, công ty International Mercantile Marine Co. của nhà tài phiệt J. P. Morgan đang ra sức thâu tóm các hoạt động thương nghiệp hàng hải, và đã giành được một hãng tàu lớn của Anh đó là White Star. Với những mối đe dọa như vậy, hãng Cunard quyết tâm giành lại uy thế trong lĩnh vực vận chuyển đường biển, không chỉ cho riêng công ty, mà cho cả nước Anh. Năm 1903, Hãng Cunard và chính quyền Anh đồng ký kết thỏa thuận đóng hai con tàu, tên là Lusitania và Mauretania, với sự cam đoan rằng, vận tốc con tàu sẽ không nhỏ hơn 41 km/h. Chính quyền Anh đã cho vay 2.600.000 bảng Anh để thi công Mauretania và Lusitania với lãi suất 2.75% và được trả trong hơn hai mươi năm, với điều kiện con tàu sẽ được chuyển đổi sang tuần dương hạm vũ trang nếu cần thiết..

## Thiết kế và thi công
Cả Mauretania lẫn Lusitania đều được thiết kế bởi kiến trúc sư Leonard Peskett của hãng tàu Cunard, còn công việc đóng tàu được thực hiện bởi hai công ty Swan Hunter và John Brown trong kế hoạch đóng các con tàu viễn dương có tốc độ 46 kilômét trên giờ ở điều kiện thời tiết bình thường. Ý tưởng của Peskett vào năm 1903 là mỗi con tàu sẽ có ba ống khói. Mô hình lớn của hai con tàu trong ý tưởng của Peskett đã xuất hiện trên tạp chí Shipbuilder's. Năm 1904, Cunard quyết định thay vào sử dụng tuốc bin loại mới của Parson, nên Peskett đã sửa lại thiết kế các con tàu với thêm một ống khói thứ tư trước khi quá trình thi công được tiến hành.

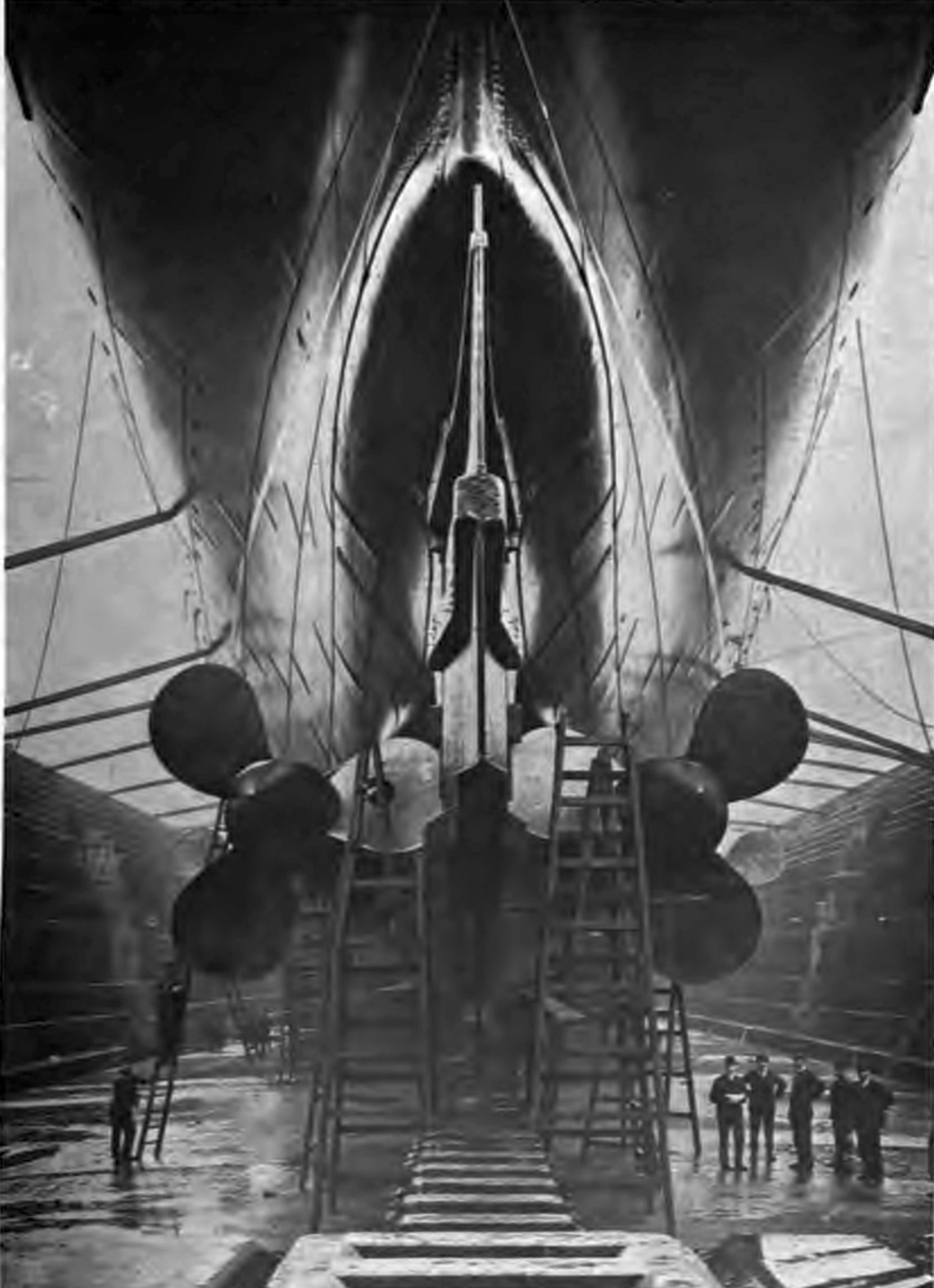
Công nhân đứng dưới các chân vịt của Mauretania.